# Partido Socialista
Der Partido Socialista [pɐɾ'tidu susjɐ'liʃtɐ] anhörenⓘ, abgekürzt PS, zu Deutsch Sozialistische Partei, ist eine sozialdemokratische Partei und, neben dem konservativ-liberalen PSD, eine der beiden Volksparteien in Portugal. Der PS wurde am 19. April 1973, unterstützt von den deutschen Sozialdemokraten, im deutschen Bad Münstereifel von Mitgliedern der portugiesischen sozialistischen Bewegung (portugiesisch: Acção Socialista Portuguesa) gegründet.
Der PS ist Mitglied der Sozialistischen Internationale und der Sozialdemokratischen Partei Europas. Als Jugendorganisation der Partei agiert die Sozialistische Jugend JS (Juventude Socialista). Als Presseorgane des PS erscheinen Portugal Socialista und Acção Socialista. Die Stiftung Fundação Mário Soares ist ebenfalls dem PS zuzuordnen.

## Geschichte
Der PS hat in eine ganze Reihe von Vorläuferorganisationen. Als älteste sozialistische Parteigründung Portugals gilt die 1875 von Azedo Gneco, Antero de Quental, José Fontana und anderen ins Leben gerufene Portugiesische Sozialistische Partei (Partido Socialista Português). Nach dem Verbot aller politischen Parteien 1926 durch putschende Militärs unter Manuel de Oliveira Gomes da Costa zerfiel unter den einsetzenden Verfolgungen auch die Organisationen der sozialistischen Bewegung. In Opposition zum Estado Novo entstanden aber immer wieder kurzlebige illegale sozialistische Gruppen und Organisationen – so die Sozialistische Aktion (Acção Socialista, 1942–1944), die Unabhängige Sozialistische Partei (Partido Socialista Independente, 1944), die Sozialistische Union (União Socialista, 1944–1950), die Partei der Werktätigen (Partido Trabalhista, 1947), die Sozialistische Front (Frente Socialista, 1950–1954) und weitere Parteien.

### Neugründung der Sozialistischen Partei 1973
Als eine wichtige Gruppierung für die spätere Gründung des PS sollte sich die im November 1964 in Genf u. a. von den Salazargegnern Mário Soares, Manuel Tito de Morais, Tierno Galvan und Francisco Ramos da Costa gegründete Portugiesische Sozialistische Aktion ASP (Acção Socialista Portuguesa) erweisen. Die ASP baute ein illegales Kontaktnetz in Portugal auf, entwickelte Verbindungen zu internationalen sozialistischen Parteien und Organisationen, gab seit Mai 1967 eine eigene Zeitschrift, Portugal Socialista, heraus und wurde 1972 Mitglied der Sozialistischen Internationale (SI).
Aus der ASP heraus wurde dann am 19. April 1973 mit Unterstützung der Sozialistischen Internationale und besonders der Sozialdemokratischen Partei Deutschlands (SPD) sowie der SPD-nahen Friedrich-Ebert-Stiftung im Weinhaus „An der Rauschen“ im deutschen Bad Münstereifel die Sozialistische Partei Portugals gegründet. Zu ihrem unumstrittenen Führer wurde Mário Soares. Auch nach der Gründung wurde die Partei mit finanziellen Mitteln in Millionenhöhe durch die SPD unterstützt, insbesondere für Parteiaufbau, Funktionärsschulung und für Wahlkämpfe. Außerdem half Willy Brandt Mário Soares durch gemeinsame internationale Auftritte, an Ansehen zu gewinnen.

### Nelkenrevolution und Demokratisierung der portugiesischen Gesellschaft
1974 wurde durch einen Militärputsch von in der MFA zusammengeschlossenen Militärs das autoritäre Caetano-Regime durch die Nelkenrevolution gestürzt. Der radikal-revolutionäre Bruch mit dem diktatorischen Ständestaat führte zu einer Reihe wichtiger sozialer Veränderungen durch die sich radikalisierenden linken Militärs (Agrarreform, Verstaatlichung der Banken und von Unternehmen der Schlüsselindustrien, Entlassung der portugiesischen Kolonien in die Unabhängigkeit u. a.).
Vor der Revolution hatten im Prinzip (illegal und regional) nur zwei größere Oppositionsparteien bestanden: die Kommunistische Partei Portugals (PCP) und die Sozialistische Partei. Die Sozialisten waren daher nach der Nelkenrevolution außer in der nur etwas mehr als einen Monat existierenden V. Provisorischen Regierung in allen Regierungen bis zur Wahl der Verfassungsgebenden Versammlung 1975 vertreten. Bei diesen Wahlen wurde die Partei mit 37,9 % der Stimmen stärkste politische Kraft in Portugal. Wichtigste Vertreter des PS in der Zeit der sechs Provisorischen Regierungen waren ihr Generalsekretär Mário Soares und u. a. der 1993 verstorbene Francisco Salgado Zenha.
Die im April 1976 verabschiedete neue Verfassung des Landes war eine Verfassung der Linken, zu der auch die Sozialistische Partei gehörte. Die Verfassung definierte Portugal als „demokratischen Staat auf der Grundlage der Volksherrschaft“ und hatte als Staatsziel „den Übergang zum Sozialismus zu gewährleisten.“ Nach der Verabschiedung der neuen Verfassung wurden am 25. April 1976 Parlamentswahlen zur Assembleia da República Portuguesa durchgeführt. Die Sozialisten setzten sich mit 34,9 % der abgegebenen Stimmen durch. Soares wurde Premierminister von Portugal. Er führte seine Minderheitsregierung bis 1978, als er seine Regierung um das rechtskonservative Demokratische und Soziale Zentrum (CDS) erweiterte, mit dem er acht weitere Monate lang regierte.
Die Sozialistische Partei musste sich entscheiden. Die portugiesische Linke konnte eine parlamentarische Demokratie oder einen „revolutionären“ Übergang haben, aber nicht beides. Die Partei spielte eine entscheidende Rolle bei der allmählichen Festigung demokratischer Verhältnisse und der Durchsetzung marktwirtschaftlicher Strukturen. In dieser Zeit gelang es dem PS, sich aus einer Kaderpartei zu einer Volkspartei zu entwickeln.
Vom 2. bis 4. März 1979 fand der III. Parteitag der PS im Lissabonner Sportpalast statt. Mário Soares wurde als Generalsekretär wiedergewählt und das Dokument „Zehn Jahre, um Portugal zu verändern – PS-Programm für die 80er Jahre“ wurde angenommen.
Bei den Parlamentswahlen am 2. Dezember 1979 setzte sich die Demokratischen Allianz (AD) durch, eine politische Koalition aus drei Mitte-Rechts-Parteien. Bei diesen Wahlen erzielten die Sozialisten nur noch 27,3 % der Stimmen und gingen in die Opposition.
1983 bildeten die beiden stärksten portugiesischen Parteien, PS und PSD/PPD, eine große Koalitionsregierung, den sogenannten „Zentralen Block“, der 1985 wieder zerfiel. Mit 20,8 % der Stimmen bei den Parlamentswahlen 1985 erzielte die Sozialistische Partei das niedrigste Ergebnis seit ihrer Gründung. Mário Soares trat von seinem Amt als Generalsekretär zurück und wurde auf dem 6. Parteitag im Juni 1986 durch Vítor Constâncio ersetzt. Danach übernahmen die Sozialisten für 10 Jahre die führende Rolle in der Opposition in Portugal. In dieser Zeit verfügte der PSD/PPD acht Jahre lang über eine absolute Mehrheit im Parlament.
1986 wurde Soares jedoch im zweiten Wahlgang zum Präsident der Republik gewählt.
1989 trat Jorge Sampaio die Nachfolge von Constâncio als Generalsekretär an, konnte die Sozialisten jedoch bei den Parlamentswahlen 1991 nicht wieder an die Macht bringen. Er wurde 1992 von António Guterres als Generalsekretär abgelöst. Bei den Präsidentenwahlen im Januar 1991 wurde Mário Soares im ersten Wahlgang mit 70,3 % der Stimmen erneut zum portugiesischen Präsident gewählt.
Bei den Parlamentswahlen 1995 gewannen die von Guterres geführten Sozialisten zum ersten Mal seit zwölf Jahren wieder eine Parlamentswahl. Bei den Wahlen 1999 verfehlte die Partei die absolute Mehrheit um nur ein Abgeordnetenmandat und bildete erneut die Regierung. Auch das Amt des Präsidenten der Republik wurde 1996 mit der Wahl von Jorge Sampaio verteidigt. Bei den Wahlen im Jahr 2002, die auf den Rücktritt von António Guterres als Ministerpräsident im Jahr 2001 folgten, siegte dann wieder die Sozialdemokratische Partei, PPD/PSD, die nach den Wahlen eine Koalition mit dem CDS-PP einging.
Im Juni 2004 gewann der PS die Europawahlen 2004 und einige Wochen später trat José Manuel Barroso, Vorsitzender des PPD/PSD und Premierminister, zurück, um Präsident der Europäischen Kommission zu werden. Die damit verbundenen Neuwahlen im Februar 2005 führten zu einem erdrutschartigen Sieg der Sozialistischen Partei, die zum ersten Mal seit ihrer Gründung eine absolute Mehrheit errang. José Sócrates, der Generalsekretär des PS, wurde Premierminister von Portugal. Auch die Parlamentswahlen 2009 gewannen die Sozialisten erneut, diesmal jedoch ohne absolute Mehrheit.
Von 2005 bis 2011 war der PS unter Ministerpräsident José Sócrates alleinige Regierungspartei.

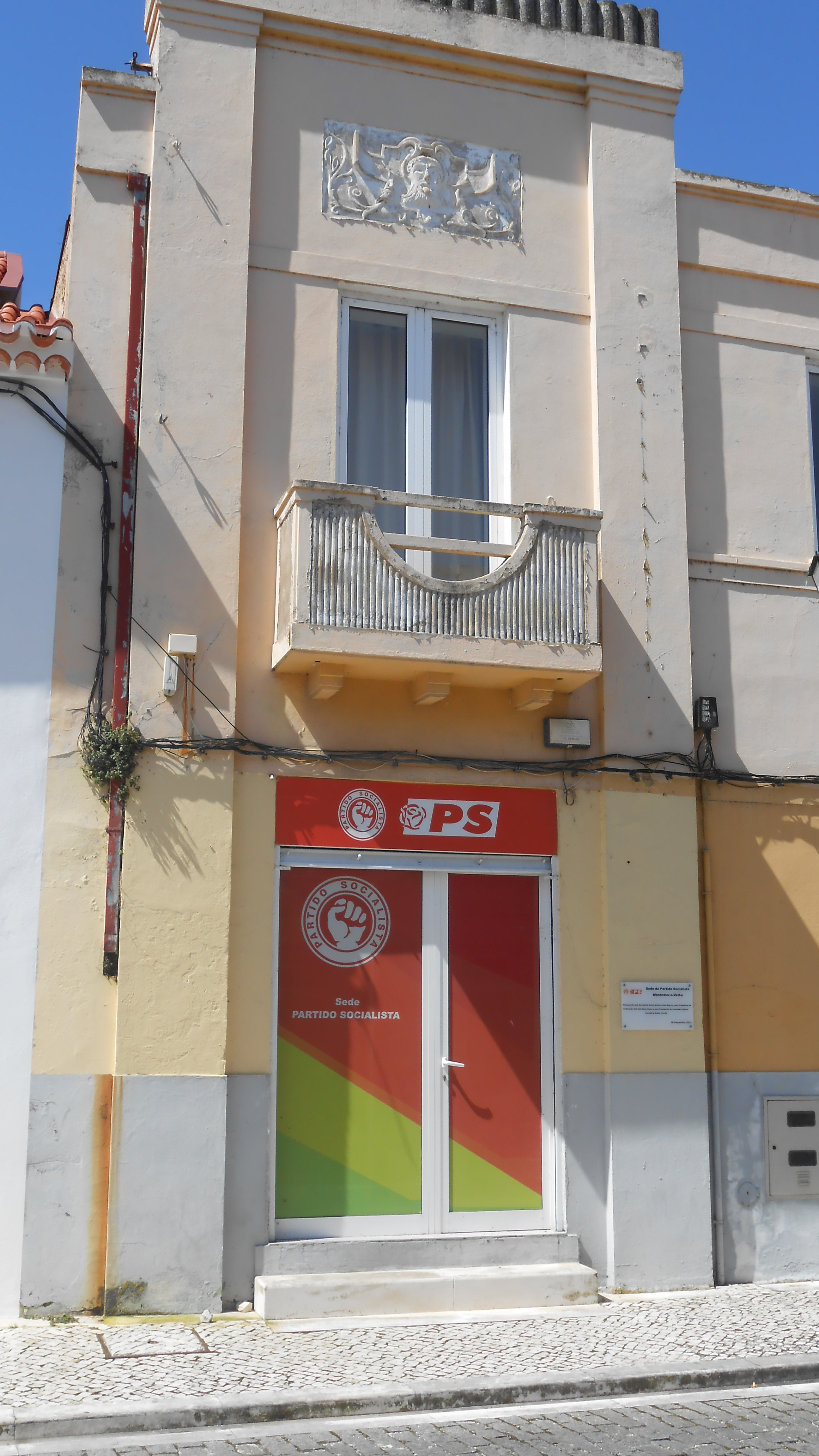
Büro des Partido Socialista in Montemor-o-Velho

### Die Sozialistische Partei nach der Wirtschafts- und Finanzkrise von 2009
Angesichts der internationalen Wirtschaftskrise sah sich die Regierung von José Sócrates 2010 gezwungen, harte Sparmaßnahmen zu verhängen. Am 23. März 2011 lehnte die gesamte Opposition im Parlament das von der Regierung vorgeschlagene Stabilitäts- und Wachstumsprogramm (PEC) ab. Daraufhin trat Sócrates als Ministerpräsident zurück. Am 5. Juni 2011 fanden vorgezogene Neuwahlen statt. Bei den Wahlen erlitt der PS mit 28,1 % der Stimmen einen schweren Rückschlag und lag zehn Punkte hinter dem PSD, der eine weitere Koalitionsregierung mit dem CDS-PP bildete. Nach dem schlechtesten Ergebnis des PS seit 1987 trat Sócrates noch in der Wahlnacht auch als Generalsekretär des PS zurück
Im Juli 2011 wurde António José Seguro zum neuen Generalsekretär der Partei gewählt. Bei den internen Wahlen erhielt er rund 70 % der Stimmen. Nach dreijähriger Amtszeit und trotz des Wahlsiegs bei den Kommunalwahlen 2013 und den Europawahlen 2014 wurde die Führungsrolle von António José Seguro insbesondere von einem Flügel links der Mitte um António Costa und seinen Anhängern in Frage gestellt. Seguro rief zu einer innerparteilichen Vorwahl am 28. September 2014 auf, um den Kandidaten der Partei für das Amt des Ministerpräsidenten bei den Parlamentswahlen 2015 zu bestimmen. Costa, bis dahin Bürgermeister von Lissabon, war der große Gewinner der parteiinternen Vorwahlen und erhielt 67,9 % der Stimmen gegenüber den 31,7 % von António José Seguro.
Bei den Parlamentswahlen 2015 erhielt der PS zwar nur 32 % der Stimmen, trotzdem erreichten die Mitte-Links- und die Linksparteien eine klare Mehrheit im portugiesischen Parlament. Es gelang den Sozialisten mit dem BE (Linksblock) und der gemeinsamen Wahlkoalition aus Kommunisten und Grünen, CDU (Einheitliche Demokratische Koalition), eine Vereinbarung zur Unterstützung einer PS-Minderheitsregierung abzuschließen. Der Generalsekretär der zweitstärksten politischen Kraft, António Costa, wurde in Portugal zum Premierminister gewählt.
Costa führte eine sehr erfolgreiche erste Amtszeit als Ministerpräsident mit einer wachsenden Wirtschaft, niedriger Arbeitslosigkeit und Defizitkürzungen und begann die Partei wieder stärker in der Mitte zu verankern. Dagegen wendete sich die Parteilinke unter der Führung von Pedro Nuno Santos. Mit den Ergebnissen des PS bei den Europawahlen 2019 (33,4 % der Stimmen) und den Parlamentswahlen im Oktober 2019 (36 % der Stimmen) konnte Costa seine politische Linie jedoch behaupten. Sein zweites Kabinett wurde am 26. Oktober 2019 vereidigt.
Bei den Kommunalwahlen 2021 erlitt die Partei einen Rückschlag. Sie verlor die politische Führung in mehreren Städten, darunter Lissabon, an den PSD. Wachsende Spannungen zwischen den Sozialisten und ihren linken Verbündeten BE und CDU führten zur Ablehnung des Haushalts der Regierung Costa für das Jahr 2022, so dass für Januar 2022 vorgezogene Neuwahlen angesetzt wurden.
Obwohl Umfragen ein enges Rennen zwischen PS und PSD vorausgesagt hatten, errangen die Sozialisten bei den Parlamentswahlen im Januar 2022 mit mehr als 41 % der Stimmen überraschend die absolute Mehrheit der Abgeordnetensitze. Sie belegte in allen Wahlbezirken, außer auf Madeira, den ersten Platz.
Nach dem Rücktritt von Premierminister Costa wurde die PS bei den Parlamentswahlen im März 2024 nur noch zweitstärkste Kraft. Daraufhin wurde Luís Montenegro (PSD) zum Premierminister ernannt.

## Programmatik
Auf ihrem VI. Parteitag 1986 in Lissabon nahm die Partei programmatische Orientierungen an, die in ihrer grundsätzlichen Ausrichtung auch heute noch Gültigkeit besitzen. Im ersten Abschnitt der „Grundprinzipien“ wird definiert: „Der PS ist eine politische Organisation der Portugiesen, die im Demokratischen Sozialismus die Lösung der nationalen Probleme und die Antwort auf die sozialpolitischen Erfordernisse unserer Zeit suchen.“ Diese Auffassung wird auf dem XIII. Parteitag im November 2002 bestätigt und durch die „eindeutige Verteidigung der Demokratie“ ergänzt. In der auf ihrem XIII. Parteitag 2002 angenommenen „Declaração de Princípios-Deklaration der Grundsätze“ der Partei heißt es in der Version vom Oktober 2010 unter Punkt 1: „Die Sozialistische Partei ist die politische Organisation der portugiesischen Bürger und anderer in Portugal ansässiger Personen, die eindeutig die Demokratie verteidigen und im demokratischen Sozialismus die Lösung der nationalen Probleme und die Antwort auf die gesellschaftspolitischen Anforderungen der heutigen Welt suchen.“

## Wahlergebnisse seit 1976
| Wahlergebnisse | Wahlergebnisse | Wahlergebnisse | Wahlergebnisse | Wahlergebnisse            |
| Jahr           | Stimmenanzahl  | Stimmenanteil  | Sitze          | Generalsekretär           |
| -------------- | -------------- | -------------- | -------------- | ------------------------- |
| 1976           | 1.912.921      | 34,9 %         | 107/263        | Mário Soares              |
| 1979           | 1.642.136      | 27,3 %         | 74/250         | Mário Soares              |
| 1980           | −              | −              | 66/250         | Mário Soares              |
| 1983           | 2.061.309      | 36,1 %         | 101/250        | Mário Soares              |
| 1985           | 1.204.321      | 20,8 %         | 57/250         | António de Almeida Santos |
| 1987           | 1.262.506      | 22,2 %         | 60/250         | Vítor Constâncio          |
| 1991           | 1.670.758      | 29,1 %         | 72/230         | Jorge Sampaio             |
| 1995           | 2.583.755      | 43,8 %         | 112/230        | António Guterres          |
| 1999           | 2.385.922      | 44,1 %         | 115/230        | António Guterres          |
| 2002           | 2.068.584      | 37,8 %         | 96/230         | Ferro Rodrigues           |
| 2005           | 2.588.312      | 45,0 %         | 121/230        | José Sócrates             |
| 2009           | 2.077.238      | 36,6 %         | 97/230         | José Sócrates             |
| 2011           | 1.566.347      | 28,1 %         | 74/230         | José Sócrates             |
| 2015           | 1.747.685      | 32,3 %         | 86/230         | António Costa             |
| 2019           | 1.908.036      | 36,3 %         | 108/230        | António Costa             |
| 2022           | 2.343.866      | 41,5 %         | 120/230        | António Costa             |
| 2024           | 1.812.469      | 28,0 %         | 78/230         | Pedro Nuno Santos         |
| 2025           | 1.442.194      | 22,8 %         | 58/230         | Pedro Nuno Santos         |

1980 bildete der PS mit der Union der Linken für die Sozialistische Demokratie und der Unabhängigen Sozialdemokratischen Aktion eine gemeinsame Wahlkoalition, die Republikanische und Sozialistische Front.

## Bedeutende Mitglieder

### Generalsekretäre
- Mário Soares: 1973–1986
- António de Almeida Santos (zwischenzeitlich): 1986
- Vítor Constâncio: 1986–1989
- Jorge Sampaio: 1989–1992
- António Guterres: 1992–2002
- Eduardo Ferro Rodrigues: 2002–2004
- José Sócrates: 2004–2011
- António José Seguro: 2011–2014
- António Costa: 2014–2024
- Pedro Nuno Santos: 2024–2025
- José Luís Carneiro seit 2025

### Premierminister Portugals
- Mário Soares: 1976–1978, 1983–1985
- António Guterres: 1995–2002
- José Sócrates: 2005–2011
- António Costa: 2015–2024

### Präsidenten Portugals
- Mário Soares: 1986–1996
- Jorge Sampaio: 1996–2006